# Ansbach (huyện)
Ansbach là một huyện ở bang Bayern, Đức. Huyện này bao quanh nhưng không bao gồm phố Ansbach nhưng huyện lỵ lại là Ansbach. Huyện này giáp các huyện (từ phía tây theo chiều kim đồng hồ): Ostalbkreis, Schwäbisch Hall và Main-Tauber (tất cả đều nằm ở bang Baden-Württemberg), và các huyện Neustadt (Aisch)-Bad Windsheim, Fürth, Roth, Weißenburg-Gunzenhausen và Donau-Ries.
Huyện Ansbach đã được lập năm 1972, khi các huyện cũ Ansbach, Dinkelsbühl, Feuchtwangen và Rothenburg được sáp nhập. Thành phố Rothenburg đã bị mất tư cách thành phố và đã được hợp nhất vào huyện này.

## Địa lý
Ansbach là huyện lớn nhất của bang Bayern. Nửa phía bắc huyện là Frankenhöhe, một vùng thôn quê đồi thấp. Phía nam là các rừng. Nguồn của sông Altmühl nằm ở huyện này.

## Thị xã và đô thị
| Thị xã (Städte) | Đô thị | |
| --- | --- | --- |
| 1. Dinkelsbühl 2. Feuchtwangen 3. Heilsbronn 4. Herrieden 5. Leutershausen 6. Merkendorf 7. Ornbau 8. Rothenburg ob der Tauber 9. Schillingsfürst 10. Wassertrüdingen 11. Windsbach 12. Wolframs-Eschenbach | 1. Adelshofen 2. Arberg 3. Aurach 4. Bechhofen 5. Bruckberg 6. Buch am Wald 7. Burgoberbach 8. Burk 9. Colmberg 10. Dentlein 11. Diebach 12. Dietenhofen 13. Dombühl 14. Dürrwangen 15. Ehingen 16. Flachslanden 17. Gebsattel 18. Gerolfingen 19. Geslau 20. Insingen 21. Langfurth 22. Lehrberg | 1. Lichtenau 2. Mitteleschenbach 3. Mönchsroth 4. Neuendettelsau 5. Neusitz 6. Oberdachstetten 7. Ohrenbach 8. Petersaurach 9. Röckingen 10. Rügland 11. Sachsen 12. Schnelldorf 13. Schopfloch 14. Steinsfeld 15. Unterschwaningen 16. Weidenbach 17. Weihenzell 18. Weiltingen 19. Wettringen 20. Wieseth 21. Wilburgstetten 22. Windelsbach 23. Wittelshofen 24. Wörnitz |